# Berdeansk
Berdeansk (ucraineană Бердя́нськ, pronunțat [berˈdʲɑnʲsʲk]; rusă Бердя́нск pronunție în ucraineană [bʲɪrˈdʲansk]) este un oraș-port din regiunea Zaporijjea din sud-estul Ucrainei. Se află pe coasta de nord a Mării Azov. Este reședința raionului Berdeansk. Orașul poartă numele râului Berda.

## Războiul ruso-ucrainean
După finalizarea Podului Crimeei autoritatea portuară ucraineană a declarat în noiembrie 2018 că transportul maritim la Berdiansk a scăzut cu 50%. Acest lucru s-a datorat faptului că Rusia nu a permis multor nave să treacă prin strâmtoarea Kerci. Rusia a negat orice întrerupere a transportului maritim ucrainean.
Pe 27 februarie 2022, la trei zile după începutul invaziei ruse în Ucraina, Berdeanskul a fost capturat de armata rusă în urma bătăliei de la Berdeansk în cadrul ofensivei din sudul Ucrainei. Ca urmare, mulți localnici au ieșit în stradă și au protestat împotriva ocupației cântând imnul național ucrainean. Nava marinei ruse Saratov a fost scufundată în portul Berdeansk într-un atac ucrainean pe 24 martie 2022.
Pe 6 septembrie 2022, Artiom Bardin, „comandantul” orașului impus de Rusia, a fost grav rănit într-o tentativă de asasinat lângă clădirea administrației. Mai târziu în acea zi, RIA Novosti a anunțat că Bardin a murit în urma rănilor sale.

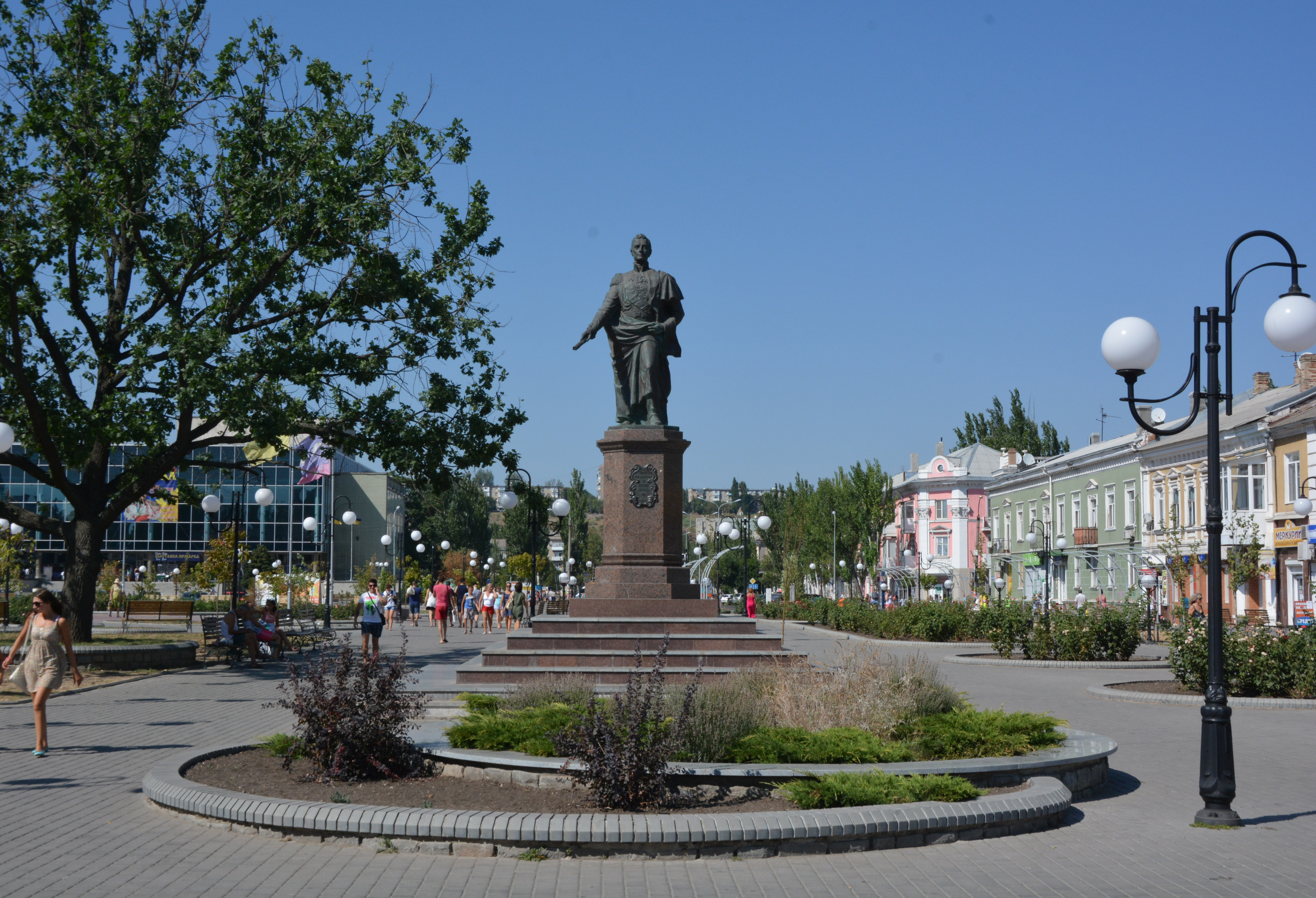
Strada pietonală principală din Berdeansk

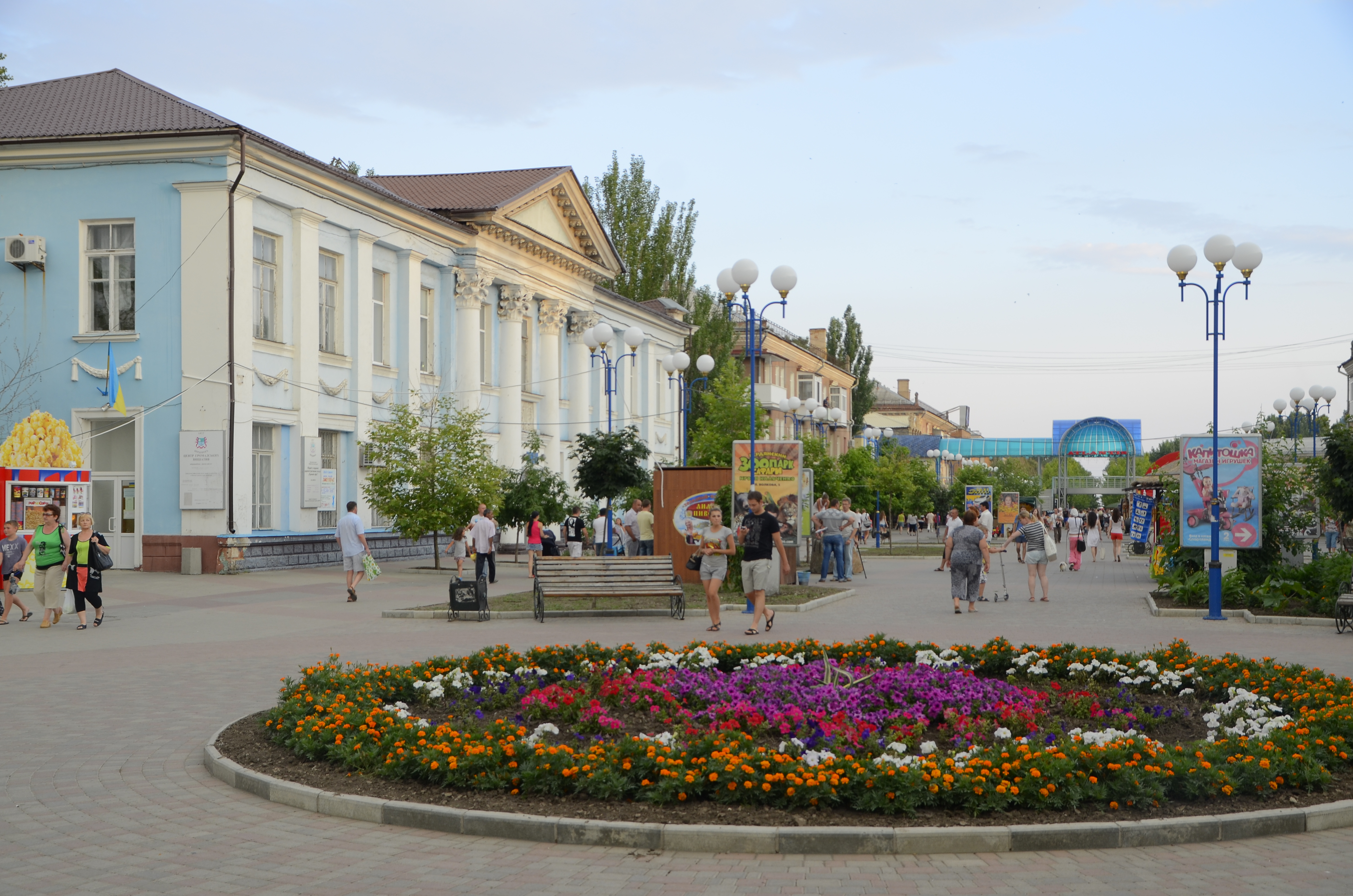
Straturi de flori în centrul orașului Berdeansk

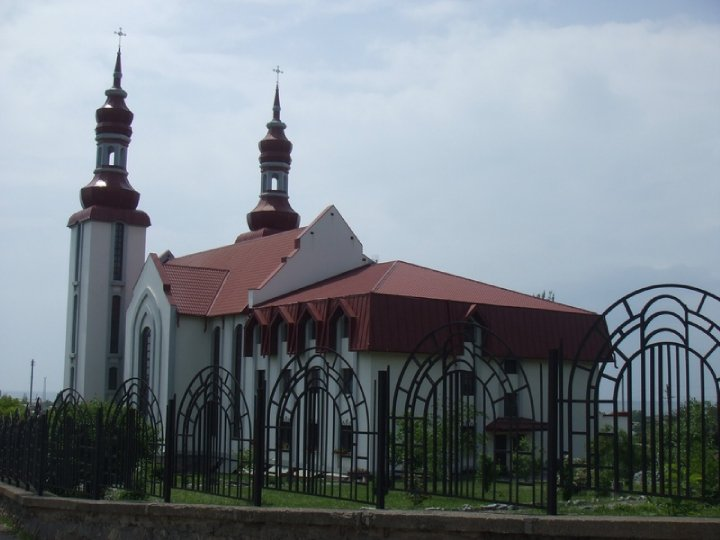
Biserica romano-catolică Sf. Maria din Berdeansk

## Economie

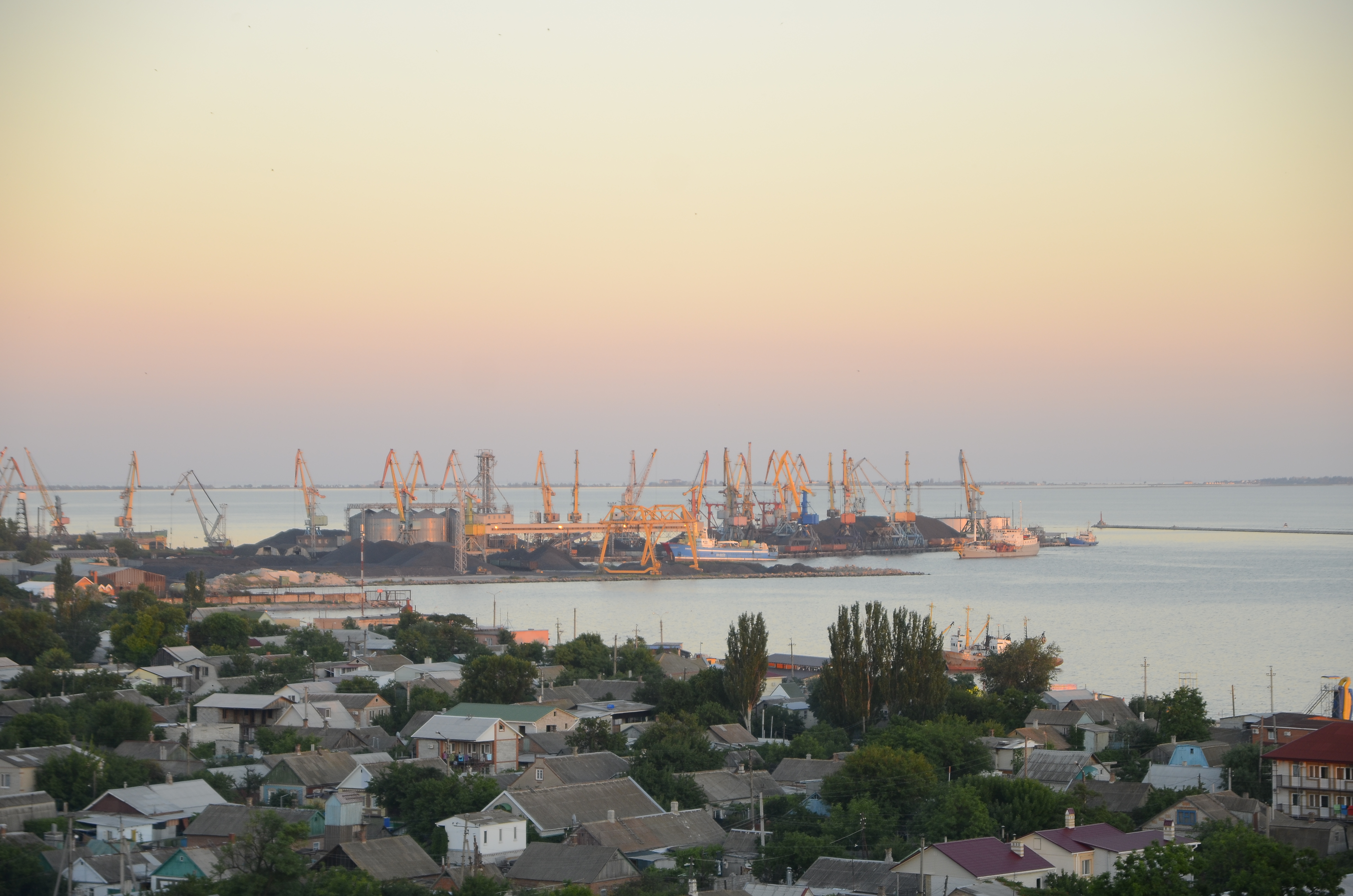
Portul Berdeanskului

Una dintre principalele întreprinderi este portul maritim, cu clienți din toată lumea. Prin el se transportă produse din metal, fier vechi, cereale, cărbune, minereu, argilă, ulei de floarea soarelui, uleiuri industriale, ulei mineral și fontă. Există un complex de procesare a îngrășămintelor și a uleiului mineral, terminal de containere și un depou feroviar. Toate cheiurile au drumuri de acces și sunt echipate cu macarale electrice. Adâncimea în port este 8,4 m .
Berdeansk este și un important centru de pescuit, parte integrantă a industriei alimentare a orașului. Există și o organizație științifică care cercetează peștii din Marea Azov. Aceasta determină mărimea populațiilor și calculează volumele anuale de retragere a unor pești valoroși, precum sturionul, pilengasul, calcanul de Azov, guvidul de Azov și cambula.

## Demografie
Componența lingvistică a orașului Berdeansk
     Rusă (75,27%)
     Ucraineană (23,96%)
     Alte limbi (0,77%)
Conform recensământului ucrainean din 2001, majoritatea populației orașului Berdeansk era vorbitoare de rusă (75,27%), existând în minoritate și vorbitori de ucraineană (23,96%).
În anul 2013, s-a estimat că populația localității ucrainene ar fi de 116.034 locuitori. 